# عشيرة
العشيرة هي مجموعة من الناس تجمعهم قرابة ونسب فعلي أو متصور. وحتى لو كانت تفاصيل النسب غير معروفة، قد يتم تجمع أعضاء العشيرة حول العضو المؤسس أو السلف الأول. وقد تكون الروابط القائمة على القرابة رمزية، حيث تتشارك العشيرة في سلف مشترك «محدد» الذي يُعتبر رمزًا لوحدة العشيرة. وعندما لا يكون هذا السلف بشرًا، يُشار إليه باسم الطوطم. ويمكن وصف العشائر على نحو أكثر سهولة بأنها قبائل أو مجموعات فرعية من القبائل. وكلمة عشيرة (بالإنجليزية: clan) مشتقة من الكلمة الإنجليزية "clann" التي تعني عائلة في اللغة الأيرلندية واللغة الاسكتلندية اللغات الغيلية. وتم إدخال الكلمة في اللغة الإنجليزية عام 1425 تقريبًا كتسمية للطبيعة القبلية للمجتمع الأيرلندي والمجتمع الغيلي الإسكتلندي. المصطلح الغيلي لكلمة عشيرة هو fine. وقد سبقت العشائر الكثير من الأشكال المركزية لتنظيم المجتمع والحكومة؛ فهي توجد في كل بلد. ويمكن تحديد الأعضاء بشعار النبالة أو غيره من الرموز لإظهار أنهم عشيرة مستقلة.
وفي ثقافات ومواقف مختلفة، قد تعني العشيرة نفس معنى المجموعات الأخرى القائمة على القرابة، مثل القبائل والطبقات والزمرات. وفي كثير من الأحيان، فإن العامل المميز هو أن العشيرة هي جزء أصغر من مجتمع أكبر مثل القبيلة أو المشيخة أو الدولة. ومن الأمثلة على ذلك العشائر الأيرلندية والعشائر الاسكتلندية والعشيرة الصينية والعشائر اليابانية والعشائر الراجبوتية وعشيرة ناير أو عشيرة مالايالا كشاتريا في الهند وباكستان، التي توجد كمجموعات ذات قرابة داخل دولها. وتجدر الملاحظة، بالرغم من ذلك، أن القبائل والجماعات، يمكن أيضًا أن تكون مكونات من مجتمعات أكبر. ومع ذلك، فإن عشائر نورس، ætter، لا يمكن ترجمتها مع قبيلة أو فرقة، وبالتالي فإنها في كثير من الأحيان تُترجم باسم بيت أو سُلالة. وكانت قبائل إسرائيل التوراتية تتألف من العديد من العشائر،العشائر العربية هي مجموعات صغيرة داخل المجتمع العربي. زمرات الأوجيبوا هي مكونات أصغر من قبيلة أو شعب الأوجيبوا في أمريكا الشمالية، كأحد الأمثلة على الكثير من الشعوب الأمريكية الأصلية التي تتميز باللغة والثقافة الخاصة بها، ومعظمها بها عشائر وزمرات كمؤسسات قرابة أساسية. وفي بعض الحالات تتعرف أكثر من قبيلة على عشائر بعضها البعض؛ على سبيل المثال، توجد لدى كل من قبيلة تشيكاسو وقبيلة الشوكتو عشائر يمكن أن تحل عضويتها محل القبيلة.[بحاجة لمصدر]
وبصرف النظر عن هذه التقاليد التاريخية المختلفة للقرابة، ينشأ التباس مفاهيمي عن الاستخدامات العامية للمصطلح. في بلدان ما بعد مرحلة الاتحاد السوفيتي، على سبيل المثال، فإنه من الشائع جدًا التحدث عن «العشائر» في إشارة للشبكات غير الرسمية داخل المجال الاقتصادي والسياسي. ويعكس هذا الاستخدام افتراض أن أعضاء هذه العشائر يعاملون بعضهم بعضًا بطريقة وثيقة بصفة خاصة وداعمة بشكل متبادل بما يعمل على تقارب التضامن بين الأقرباء.
وتختلف العشائر البولندية عن معظم العشائر الأخرى حيث أنها مجموعة من العائلات الذين يحملون نفس شعار النبالة، بدلاً من الادعاء بوجود أصل مشترك. يُناقش هذا الموضوع في موضوع أعلام النبلاء البولنديين.
وتميل العشائر في المجتمعات الأصلية إلى كونها متعلقة بالزواج من خارج القبيلة، بمعنى أن أعضاءها لا يمكنهم الزواج من بعضهم البعض. وفي بعض المجتمعات، قد يكون للعشائر زعيم رسمي مثل شيخ القبيلة أو بطريرك؛ وفي مجتمعات أخرى، يتعين إيجاد مناصب قيادية، أو قد يقول الناس إن «الشيوخ» هم الذين يتخذون القرارات. وهناك عدة عشائر ذات صلة وثيقة ببعضها البعض في شبه القارة الهندية، وخاصة جنوب الهند.

## العشائر حسب المنطقة
- العشائر العربية
- عشائر السادة الحصونة
- العشائر الفلسطينية
- العشائر الأردنية
- عشائر الأشرم
- العشائر الأرمنية
- أذربيجان
  - ناختشيفاني
  - يراز
- قبائل البلوش
- العشائر البوروندية
- عشائر شيشانية
- عشيرة نجوش
- عشائر آسيا الوسطى
- العشيرة الصينية، اسم العائلة والعشائر القرينة
- عشائر هان الصينية بونتي الخمس العظمى الصينية (هونغ كونغ): تانغ وهاو وبانغ ومان وليو
- عشائر ألمانية
- شبه القارة الهندية:
  - عشائر كشاتريا
  - عشائر بوهيار
  - عشائر بونت
  - عشائر جاخرز
  - عشائر جوجار
  - عشائر جات
  - عشائر خاطري
  - عشائر ماراثا
  - عشيرة ميناس
  - عشيرة موكولاتور
  - عشيرة فيلالار
  - عشائر راجبوت
  - عشائر تاراخان
  - عشيرة ياداف
  - عشيرة ناي
  - عشيرة ناير
  - مالايالا كشاتريا
- العشائر الإيرانية
- العشائر الأيرلندية والعشائر (أيضًا: شيوخ القبيلة)[4]
- العشائر الإسرائيلية
- العشائر اليابانية
- عشائر كورية والأسماء
- عشائر مانشو والأسماء
- قائمة القبائل والعشائر المنغولية
- عشائر النورس
- قبائل البشتون
- العشائر البولندية
- العشائر الرواندية
- العشائر الاسكتلندية
  - العشيرة ذات شعار النبالة
  - شيخ العشيرة الاسكتلندية
- السنغال وغامبيا (الغامبية والسنغالية)
  - عشائر سيرير
    - نجوفين
    - جوس
    - عشائر سيرير من الأمهات
- عشائر سيرب
- العشائر الصومالية
- العشائر التنزانية
- العشائر التركية
- العشائر الأوغندية